# Glaphyra prolixa
Glaphyra prolixa är en skalbaggsart som beskrevs av Holzschuh 1999. Glaphyra prolixa ingår i släktet Glaphyra och familjen långhorningar. Inga underarter finns listade i Catalogue of Life.